# رسول‌آباد، هند
رسول‌آباد (به انگلیسی: Rasulabad) یک منطقهٔ مسکونی در هند است که در شهرستان کانپور دیهات واقع در ایالت اوتار پرادش است.

## جغرافیا
رسول آباد در موقعیت جغرافیایی °٢٦٫٦٨شمالی °٧٩٫٧٨شرقی میانگین قرار گرفته. این شهر به صورت میانگین ١٣١ متر(٤٢٩پا) بالاتر از سطح دریا واقع شده‌است.

## جمعیت شناسی
براساس سرشماری سال ٢٠٠١ کشور هند، رسول‌آباد ٧٬٢٣۵ نفر جمعیت دارد که ۵٣٪ آنها مرد  و ٤٧٪ زن هستند. رسول‌آباد به صورت میانگین ٤١٪ نرخ باسوادی دارد که از میانگین کلی کشور هند(۵٩٫۵٪) کمتر است؛ نرخ سواد بین مردان در رسول‌آباد ٤٩٪ و زنان ٣١٪ است. در رسول‌آباد ١٩٪ جمعیت زیر ٦ سال سن دارند.

## فرودگاه بین‌المللی رسول‌آباد
دولت پیشنهاد یک فرودگاه بین‌المللی بزرگ در نزدیکی رسول‌آباد با نام فرودگاه بین‌المللی رسول‌آباد را مطرح کرده برای رسیدگی به مسافران داخلی و خارجی جنوب-غربی ایالت اوتار پرادش شامل مناطق : کان‌پور، اتاوه، بیتهور، قنوج و جانسی است. فرودگاه همچنین قرار است به منظور پایانه باری برای صادرات انواع تولیدات صنعتی کان‌پور و اناو، عطرهای قنوج، وسایل پلاستیکی اورایا و سیب زمینی کمربندی فرخ‌آباد-اتاوه استفاده شود. فرودگاه همچنین قرار برای مسافرت گردشگران به شهرهایی مانند : گوالیور، جانسی، کان‌پور، سنکسا، اورئی، اورچها، اتاوه(پارک وحش گشت‌ اتاوه) و آگره نیز استفاده شود.